# Холокост в Лельчицком районе
Холокост в Ле́льчицком районе — систематическое преследование и уничтожение евреев на территории Лельчицкого района Гомельской области оккупационными властями нацистской Германии и коллаборационистами в 1941—1944 годах во время Второй мировой войны, в рамках политики «Окончательного решения еврейского вопроса» — составная часть Холокоста в Белоруссии и Катастрофы европейского еврейства.

## Геноцид евреев в районе
Лельчицкий район был оккупирован немецкими войсками в конце августа 1941 года, и оккупация продлилась до весны 1944 года. Нацисты включили Лельчицкий район в состав территории, административно отнесённой в состав генерального округа «Житомир» рейхскомиссариата Украина.
Для осуществления политики геноцида и проведения карательных операций сразу вслед за войсками в район прибыли карательные подразделения войск СС, айнзатцгруппы, зондеркоманды, тайная полевая полиция (ГФП), полиция безопасности и СД, жандармерия и гестапо.
Во всех крупных деревнях района были созданы районные (волостные) управы и полицейские гарнизоны из украинских и белорусских коллаборационистов.
Одновременно с оккупацией нацисты и их приспешники начали поголовное уничтожение евреев. «Акции» (таким эвфемизмом гитлеровцы называли организованные ими массовые убийства) повторялись множество раз во многих местах. В тех населенных пунктах, где евреев убили не сразу, их содержали в условиях гетто вплоть до полного уничтожения, используя на тяжелых и грязных принудительных работах, от чего многие узники умерли от непосильных нагрузок в условиях постоянного голода и отсутствия медицинской помощи.
За время оккупации практически все евреи Лельчицкого района были убиты, а немногие спасшиеся в большинстве воевали впоследствии в партизанских отрядах Последних евреев района убили во время массовых антиеврейских «акций» с 25 июня по 20 августа 1942 года.
Евреев в районе убивали в Лельчицах, деревнях Острожанка, Букча, Глушковичи (Глушкевичи), Липляны, Стодоличи, и других местах.
В Глушковичах кроме более 40 убитых местных евреев, в 1941 году в урочище Гребля немцы расстреляли ещё и 12 евреев из соседней украинской деревни Войткевичи (сейчас Каменное) Рокитновского района Ровненской области. Фамилии этих украинских евреев установить до сих пор не удалось.

## Гетто
Оккупационные власти под страхом смерти запретили евреям снимать желтые латы или шестиконечные звезды (опознавательные знаки на верхней одежде), выходить из гетто без специального разрешения, менять место проживания и квартиру внутри гетто, ходить по тротуарам, пользоваться общественным транспортом, находиться на территории парков и общественных мест, посещать школы.
Реализуя нацистскую программу уничтожения евреев, немцы создавали гетто почти во всех городах и населённых пунктах Беларуси, где проживало еврейское население. Так и в Лельчицком районе оккупанты организовали одно гетто — в Лельчицах.

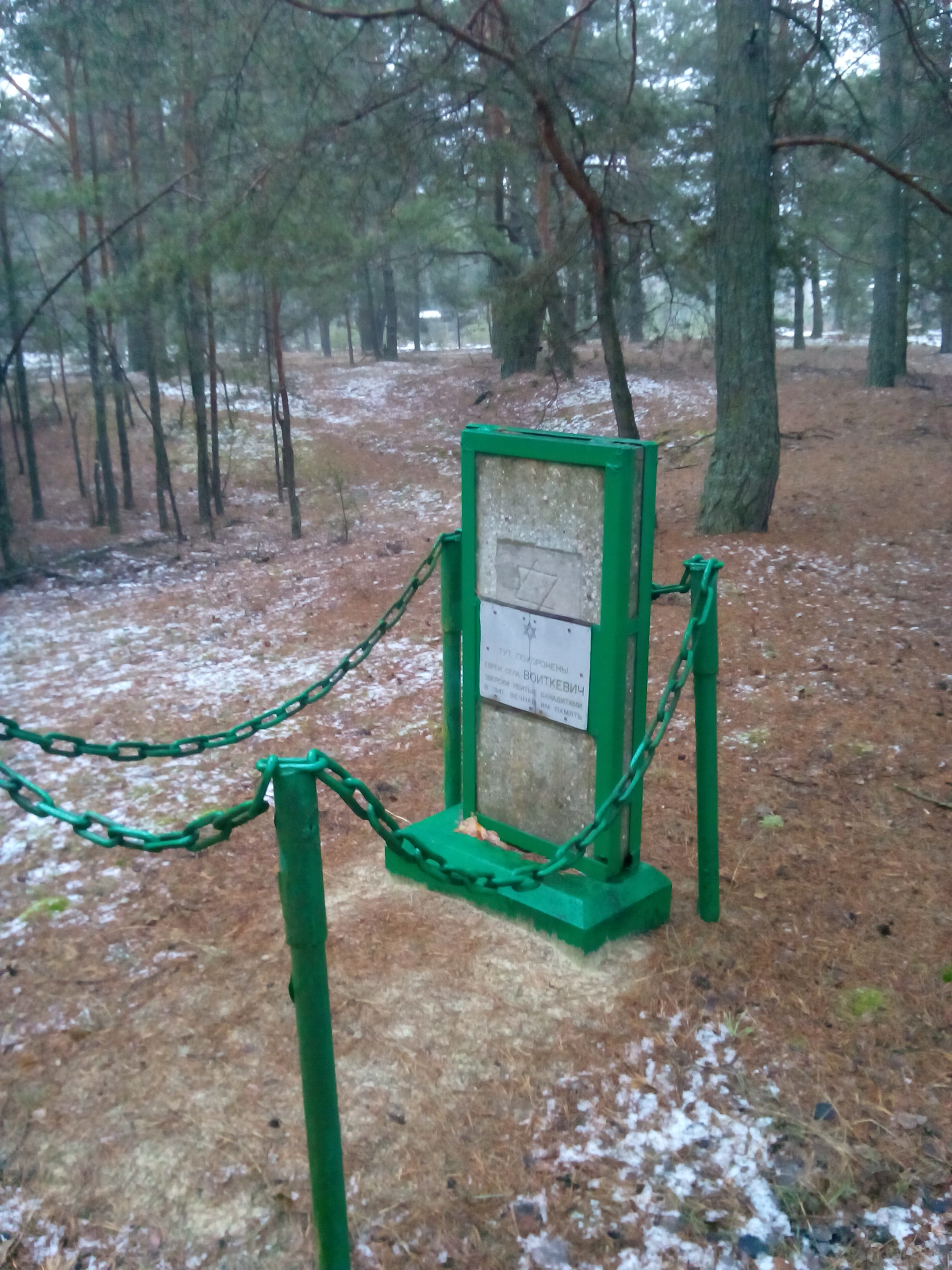
Памятник в Глушковичах украинским евреям из деревни Войткевичи

### Гетто в Лельчицах
В 1939 году в посёлке Лельчицы жили 746 евреев — 29,2 % жителей. Посёлок был окончательно захвачен нацистами 23 сентября 1941 года, и оккупация продлилась 2 года и 4 месяца — до 23 января 1944 года.
Сразу после оккупации евреям приказали сдать деньги, драгоценности, меха, все транспортные средства — телеги, велосипеды, повозки, и запретили появляться без нашитых на спине и левой стороне груди желтых звёзд. Немецкие солдаты в любое время вламывались в еврейские дома, забирали любые вещи, избивали, насиловали и убивали беззащитных людей.
В августе (4 сентября) 1941 года немцы в Лельчицах согнали во двор НКВД и районного Дома культуры около 800 евреев, среди которых были и беженцы из соседних районов. Затем каратели под начальством офицера Шварца вывозили и расстреливали обречённых людей большими группами за посёлком в урочище Загорье. Детей бросали в расстрельную яму живыми.
Оставшихся евреев согнали в гетто, которое просуществовало до июня (марта) 1942 года. Гетто было огорожено колючей проволокой, узников использовали на самых тяжёлых принудительных работах.
В 1965 на могиле расстрелянных на кладбище был установлен обелиск. В 2010 году убитым евреям был установлен новый памятник.

## Случаи спасения и «Праведники народов мира»
В Лельчицком районе 3 человека были удостоены почетного звания «Праведник народов мира» от израильского мемориального института «Яд Вашем» «в знак глубочайшей признательности за помощь, оказанную еврейскому народу в годы Второй мировой войны» — Белоцкие Иван и Агафья и Жогло (Белоцкая) Мария, которые спасли Лельчук Риву и Горелика Мишу в Лельчицах.

## Память
Опубликованы неполные списки жертв геноцида евреев в Лельчицком районе.
В районе установлены два памятника жертвам Холокоста — в Глушковичах на месте убийства 12 украинских евреев и в Лельчицах.